# 沃尔特·戴维斯 (1954年)
沃尔特·保罗·戴维斯（英語：Walter Paul Davis，1954年9月9日—2023年11月2日），美国前男子职业篮球运动员，曾效力于NBA联盟。他在1977年的NBA选秀中第1轮第5顺位被菲尼克斯太阳选中。